# الأمثال من الكتاب والسنة (كتاب)
الامثال من الكتاب والسنة كتاب تناول موضوعه مجموعة من الأمثال من القرآن والأحاديث والأخبار وأمثال الحكماء مفسرا إياها موضحا كل ما يتعلق بها اعتمادا على القرآن الكريم والسنة النبوية والأمثال، وقد قصد المؤلف من هذا الكتاب تقديم العظة والعبرة والتعليم والفقه والحكمة والدين.

## المؤلف
أبو عبد الله محمد بن علي بن الحسين الترمذي الملقب بـ الحكيم الترمذي، أحد علماء أهل السنة والجماعة ومن أعلام التصوف السني في القرن الرابع الهجري، من كبار مشايخ خراسان، لقي أبا تراب النخشبي وصحب أبو عبد الله بن الجلاء وأحمد بن خضرويه توفي سنة 320 هـ.